# Park Keon-woo
Park Keon-woo (nascido em 18 de julho de 1991) é um ciclista olímpico sul-coreano. Keon-woo representou a sua nação durante os Jogos Olímpicos de Verão de 2012 na prova de perseguição por equipes, em Londres.